# Naismith College Player of the Year
Le trophée  Naismith College Player of the Year, du nom de l'inventeur du basket-ball James Naismith, est un trophée récompensant le meilleur joueur universitaire de l'année.
Le gagnant est désigné par un comité de sélection composé des précédents titulaires du trophée, des entraîneurs de NCAA de première division, des Commissioners de conférence de NCAA I, et de membres des médias.
Le trophée est une sculpture créée en 1983 par Martin C. Dawe.

## Palmarès
| *          | Indique un joueur introduit dans le Basketball Hall of Fame       |
| Joueur (X) | Indique le nombre de fois que le joueur a remporté la distinction |

| Année | Joueur             | Université     | Position    | Classe    |
| ----- | ------------------ | -------------- | ----------- | --------- |
| 1969  | Lew Alcindor*      | UCLA           | Pivot       | Senior    |
| 1970  | Pete Maravich*     | LSU            | Meneur      | Senior    |
| 1971  | Austin Carr        | Notre-Dame     | Meneur      | Senior    |
| 1972  | Bill Walton*       | UCLA           | Pivot       | Sophomore |
| 1973  | Bill Walton* (2)   | UCLA           | Pivot       | Junior    |
| 1974  | Bill Walton* (3)   | UCLA           | Pivot       | Senior    |
| 1975  | David Thompson*    | N.C. State     | Meneur      | Junior    |
| 1976  | Scott May          | Indiana        | Ailier fort | Senior    |
| 1977  | Marques Johnson    | UCLA           | Ailier      |           |
| 1978  | Butch Lee          | Marquette      | Meneur      |           |
| 1979  | Larry Bird*        | Indiana State  | Ailier      | Senior    |
| 1980  | Mark Aguirre       | DePaul         | Ailier      |           |
| 1981  | Ralph Sampson*     | Virginia       | Pivot       | Sophomore |
| 1982  | Ralph Sampson* (2) | Virginia       | Pivot       | Junior    |
| 1983  | Ralph Sampson* (3) | Virginia       | Pivot       | Senior    |
| 1984  | Michael Jordan*    | North Carolina | Arrière     | Junior    |
| 1985  | Patrick Ewing      | Georgetown     | Pivot       | Senior    |
| 1986  | Johnny Dawkins     | Duke           | Meneur      |           |
| 1987  | David Robinson*    | Navy           | Pivot       | Senior    |
| 1988  | Danny Manning      | Kansas         | Ailier fort | Senior    |
| 1989  | Danny Ferry        | Duke           | Ailier      | Senior    |
| 1990  | Lionel Simmons     | La Salle       | Ailier      | Senior    |
| 1991  | Larry Johnson      | UNLV           | Ailier      |           |
| 1992  | Christian Laettner | Duke           | Ailier fort | Senior    |
| 1993  | Calbert Cheaney    | Indiana        | Arrière     |           |
| 1994  | Glenn Robinson     | Purdue         | Ailier      |           |
| 1995  | Joe Smith          | Maryland       | Ailier fort |           |
| 1996  | Marcus Camby       | Massachusetts  | Pivot       | Junior    |
| 1997  | Tim Duncan*        | Wake Forest    | Pivot       | Senior    |
| 1998  | Antawn Jamison     | North Carolina | Ailier fort | Junior    |
| 1999  | Elton Brand        | Duke           | Ailier fort | Sophomore |
| 2000  | Kenyon Martin      | Cincinnati     | Ailier      | Senior    |
| 2001  | Shane Battier      | Duke           | Ailier      | Senior    |
| 2002  | Jason Williams     | Duke           | Meneur      | Junior    |
| 2003  | T. J. Ford         | Texas          | Meneur      | Sophomore |
| 2004  | Jameer Nelson      | Saint-Joseph's | Meneur      | Senior    |
| 2005  | Andrew Bogut       | Utah           | Pivot       | Sophomore |
| 2006  | J. J. Redick       | Duke           | Arrière     | Senior    |
| 2007  | Kevin Durant       | Texas          | Ailier      | Freshman  |
| 2008  | Tyler Hansbrough   | North Carolina | Ailier fort | Junior    |
| 2009  | Blake Griffin      | Oklahoma       | Ailier fort | Sophomore |
| 2010  | Evan Turner        | Ohio State     | Ailier      | Junior    |
| 2011  | Jimmer Fredette    | BYU            | Arrière     | Senior    |
| 2012  | Anthony Davis      | Kentucky       | Pivot       | Freshman  |
| 2013  | Trey Burke         | Michigan       | Meneur      | Sophomore |
| 2014  | Doug McDermott     | Creighton      | Ailier      | Senior    |
| 2015  | Frank Kaminsky     | Wisconsin      | Ailier fort | Senior    |
| 2016  | Buddy Hield        | Oklahoma       | Arrière     | Senior    |
| 2017  | Frank Mason        | Kansas         | Meneur      | Senior    |
| 2018  | Jalen Brunson      | Villanova      | Meneur      | Junior    |
| 2019  | Zion Williamson    | Duke           | Ailier fort | Freshman  |
| 2020  | Obi Toppin         | Dayton         | Ailier fort | Sophomore |
| 2021  | Luka Garza         | Iowa           | Pivot       | Senior    |
| 2022  | Oscar Tshiebwe     | Kentucky       | Pivot       | Junior    |
| 2023  | Zach Edey          | Purdue         | Pivot       | Junior    |
| 2024  | Zach Edey (2)      | Purdue         | Pivot       | Senior    |
| 2025  | Cooper Flagg       | Duke           | Ailier Fort | Freshman  |

| Année | Joueuse                | Université     | Position      | Classe    |
| ----- | ---------------------- | -------------- | ------------- | --------- |
| 1983  | Anne Donovan*          | Old Dominion   | Pivot         | Senior    |
| 1984  | Cheryl Miller*         | USC            | Ailière forte | Sophomore |
| 1985  | Cheryl Miller* (2)     | USC            | Ailière forte | Junior    |
| 1986  | Cheryl Miller* (3)     | USC            | Ailière forte | Senior    |
| 1987  | Clarissa Davis         | Texas          | Ailière       | Sophomore |
| 1988  | Sue Wicks              | Rutgers        | Pivot         | Senior    |
| 1989  | Clarissa Davis (2)     | Texas          | Ailière       | Senior    |
| 1990  | Jennifer Azzi          | Stanford       | Arrière       | Senior    |
| 1991  | Dawn Staley*           | Virginia       | Meneuse       | Junior    |
| 1992  | Dawn Staley* (2)       | Virginia       | Meneuse       | Senior    |
| 1993  | Sheryl Swoopes*        | Texas Tech     | Arrière       | Senior    |
| 1994  | Lisa Leslie*           | USC            | Pivot         | Senior    |
| 1995  | Rebecca Lobo*          | Connecticut    | Pivot         | Senior    |
| 1996  | Saudia Roundtree (en)  | Georgia        | Meneuse       | Senior    |
| 1997  | Kate Starbird          | Stanford       | Arrière       | Senior    |
| 1998  | Chamique Holdsclaw     | Tennessee      | Ailière       | Junior    |
| 1999  | Chamique Holdsclaw (2) | Tennessee      | Ailière       | Senior    |
| 2000  | Tamika Catchings*      | Tennessee      | Ailière       | Junior    |
| 2001  | Ruth Riley             | Notre-Dame     | Pivot         | Senior    |
| 2002  | Sue Bird               | Connecticut    | Meneuse       | Senior    |
| 2003  | Diana Taurasi          | Connecticut    | Ailière       | Junior    |
| 2004  | Diana Taurasi (2)      | Connecticut    | Ailière       | Senior    |
| 2005  | Seimone Augustus       | LSU            | Arrière       | Junior    |
| 2006  | Seimone Augustus (2)   | LSU            | Arrière       | Senior    |
| 2007  | Lindsey Harding        | Duke           | Meneuse       | Senior    |
| 2008  | Candace Parker         | Tennessee      | Arrière       | Junior    |
| 2009  | Maya Moore             | Connecticut    | Arrière       | Sophomore |
| 2010  | Tina Charles           | Connecticut    | Pivot         | Senior    |
| 2011  | Maya Moore (2)         | Connecticut    | Arrière       | Senior    |
| 2012  | Brittney Griner        | Baylor         | Pivot         | Junior    |
| 2013  | Brittney Griner (2)    | Baylor         | Pivot         | Senior    |
| 2014  | Breanna Stewart        | Connecticut    | Ailière       | Sophomore |
| 2015  | Breanna Stewart (2)    | Connecticut    | Ailière       | Junior    |
| 2016  | Breanna Stewart (3)    | Connecticut    | Ailière       | Senior    |
| 2017  | Kelsey Plum            | Washington     | Arrière       | Senior    |
| 2018  | A'ja Wilson            | South Carolina | Ailière forte | Senior    |
| 2019  | Megan Gustafson        | iowa           | Pivot         | Senior    |
| 2020  | Sabrina Ionescu        | Oregon         | Meneuse       | Senior    |
| 2021  | Paige Bueckers         | Connecticut    | Meneuse       | Freshman  |
| 2022  | Aliyah Boston          | South Carolina | Pivot         | Junior    |
| 2023  | Caitlin Clark          | Iowa           | Meneuse       | Junior    |
| 2024  | Caitlin Clark (2)      | Iowa           | Meneuse       | Senior    |
| 2025  | JuJu Watkins (en)      | USC            | Arrière       | Sophomore |

- Contrairement à tous les autres membres de la Hall of Fame, Rebecca Lobo n'est pas honorée en tant que joueuse. Elle est plutôt honorée en tant que contributrice.